# Fiebrigella
Fiebrigella är ett släkte av tvåvingar. Fiebrigella ingår i familjen fritflugor.

## Dottertaxa tillFiebrigella, i alfabetisk ordning[1]
- Fiebrigella albidipennis
- Fiebrigella albifacies
- Fiebrigella asiatica
- Fiebrigella aterrima
- Fiebrigella atritibia
- Fiebrigella baliola
- Fiebrigella boliviensis
- Fiebrigella brevibucca
- Fiebrigella breviventris
- Fiebrigella catalpae
- Fiebrigella cephalotes
- Fiebrigella conicola
- Fiebrigella delicata
- Fiebrigella discretum
- Fiebrigella flavomaculata
- Fiebrigella fycoperda
- Fiebrigella inquilina
- Fiebrigella lagunae
- Fiebrigella maculiventris
- Fiebrigella magnipalpis
- Fiebrigella oophaga
- Fiebrigella oophila
- Fiebrigella palposa
- Fiebrigella parallela
- Fiebrigella parcepilosa
- Fiebrigella rhodesiae
- Fiebrigella shatalkini
- Fiebrigella subsplendens
- Fiebrigella theryi
- Fiebrigella triangularis
- Fiebrigella verrucosa
- Fiebrigella viridifrons